# ZIC1
ZIC1‏ (Zic family member 1) هوَ بروتين يُشَفر بواسطة جين ZIC1 في الإنسان.